# Ivan Meštrović
Ivan Meštrović (; Vrpolje, 15 agosto 1883 – South Bend, 16 gennaio 1962) è stato uno scultore croato naturalizzato statunitense.

## Biografia
Si dedicò alla scultura, studiando a Spalato, Vienna e Parigi. Alcuni critici vedono nella sua formazione l'influenza delle avanguardie del Novecento, in particolare quelle del gruppo della Secessione Viennese.
Artista conosciuto già negli anni venti con opere monumentali ai caduti in guerra, busti e lavori di carattere religioso. La sua opera non nasconde un'espressività riconducibile alla scultura greca classica.
Morì a South Bend, Indiana, Stati Uniti nel 1962. Nonostante abbia espresso la propria opera artistica negli anni che vanno dal Regno di Jugoslavia all'epoca titina e sia morto negli Stati Uniti, Ivan Meštrović è un punto di riferimento nel contesto culturale della Repubblica di Croazia.
Alcune delle sue sculture più conosciute si trovano a Zagabria (Josip Juraj Strossmayer, Nikola Tesla, Storia dei croati, Domagojevi strijelci) a Spalato (Grgur Ninski-Gregorio di Nona, Marco Marulo), nell'Lovćen (il mausoleo), a Belgrado (Gratitudine alla Francia, Nikola Tesla), e presso il Niagara Falls State Park (Nikola Tesla), mentre la maggior parte delle sculture di Meštrović si trova nella Galerija Meštrović e al Meštrovićev Kaštelet di Spalato.
La sua famiglia era originaria del villaggio di Otavice, vicino Dernis, ed è a Otavice che si trova il mausoleo di Meštrović, già distrutto dalle forze armate serbe: esso è stato poi ristrutturato ed è ora visitabile.

## Galleria d'immagini

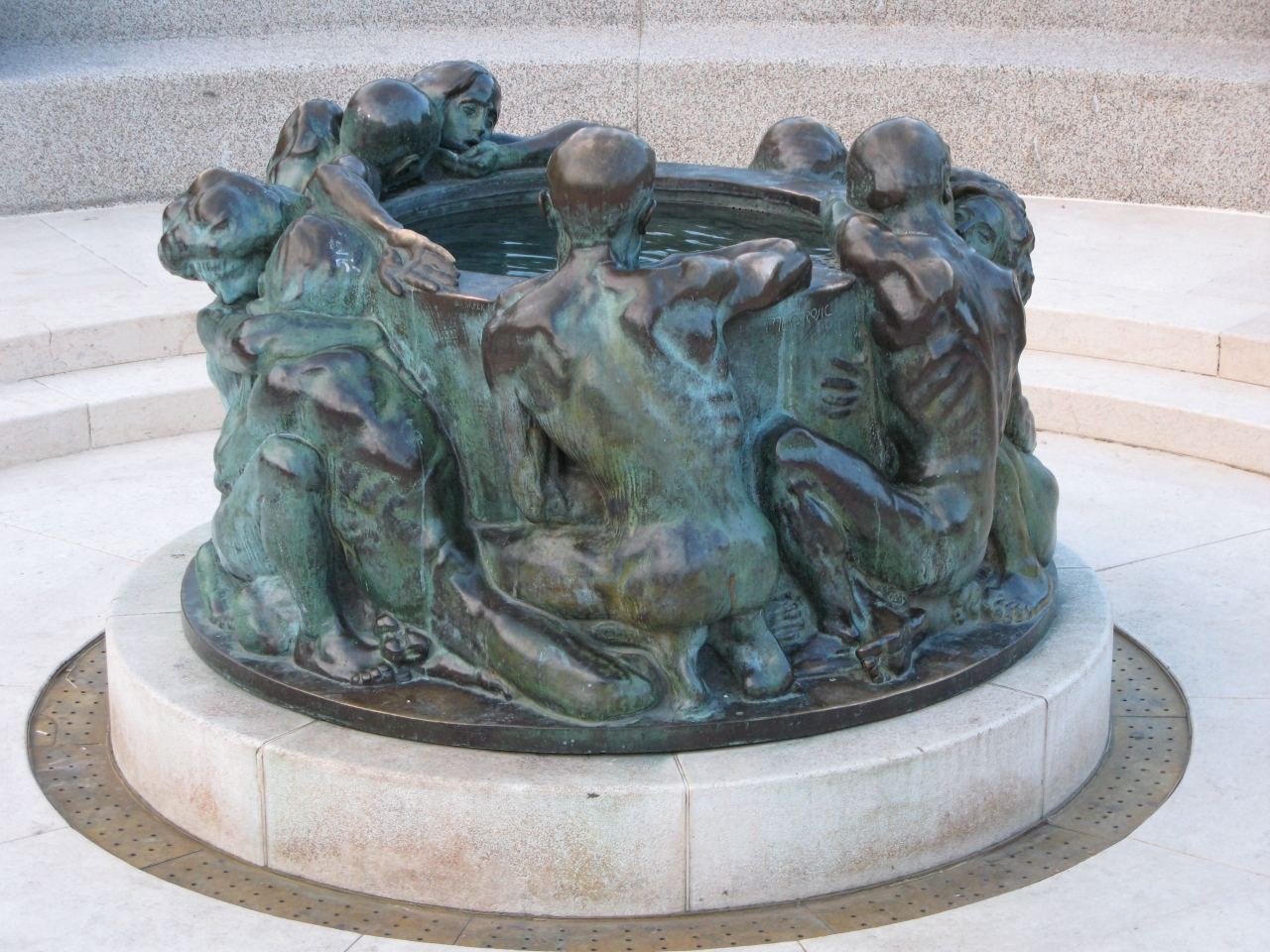
Zdenac života (1905), davanti al Teatro nazionale croato di Zagabria
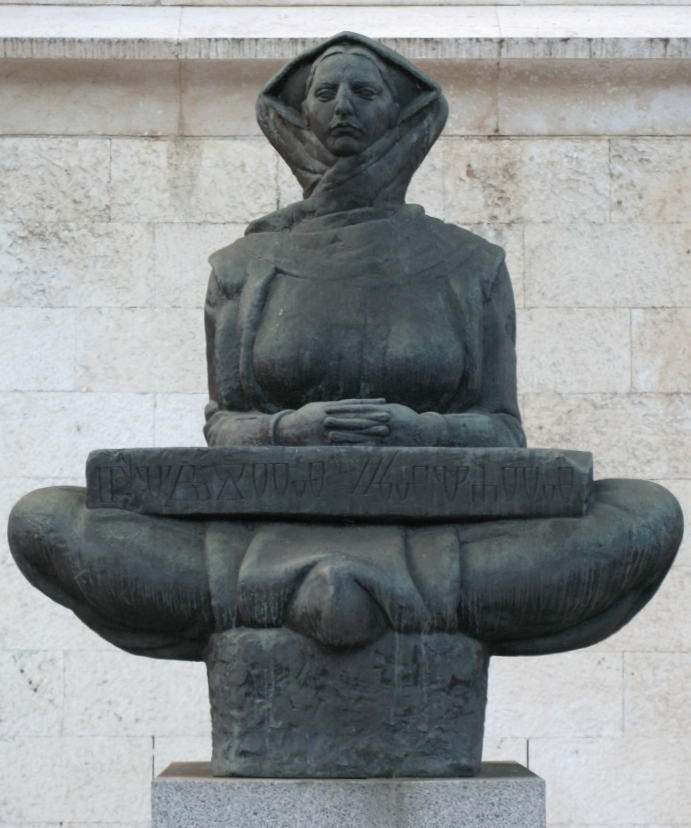
Povijest Hrvata - La storia dei croati (1932, Zagabria)
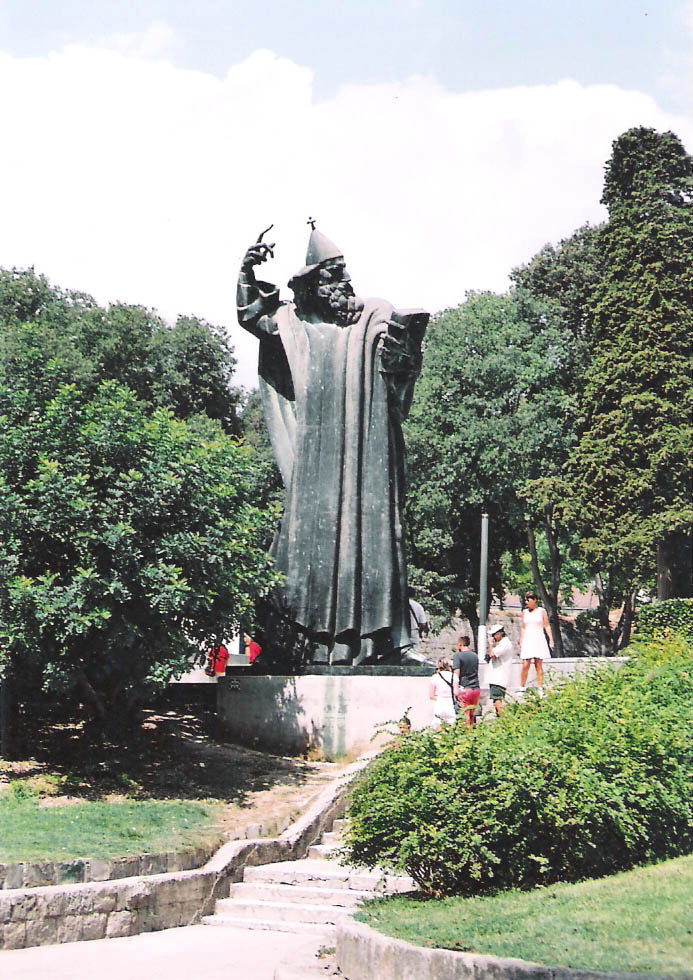
Vescovo Gregorio di Nona (1929, Spalato)
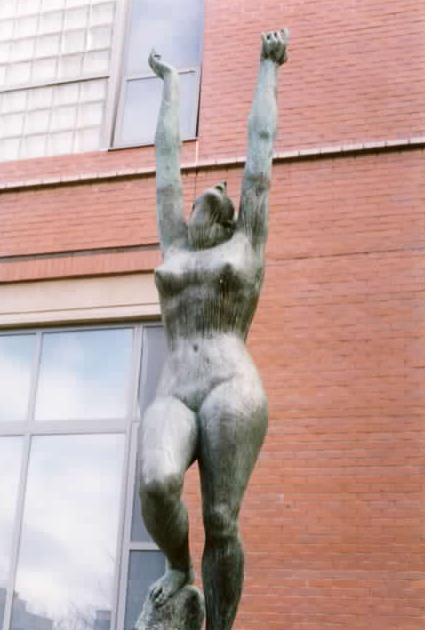
Persefone, Syracuse Univ., NY
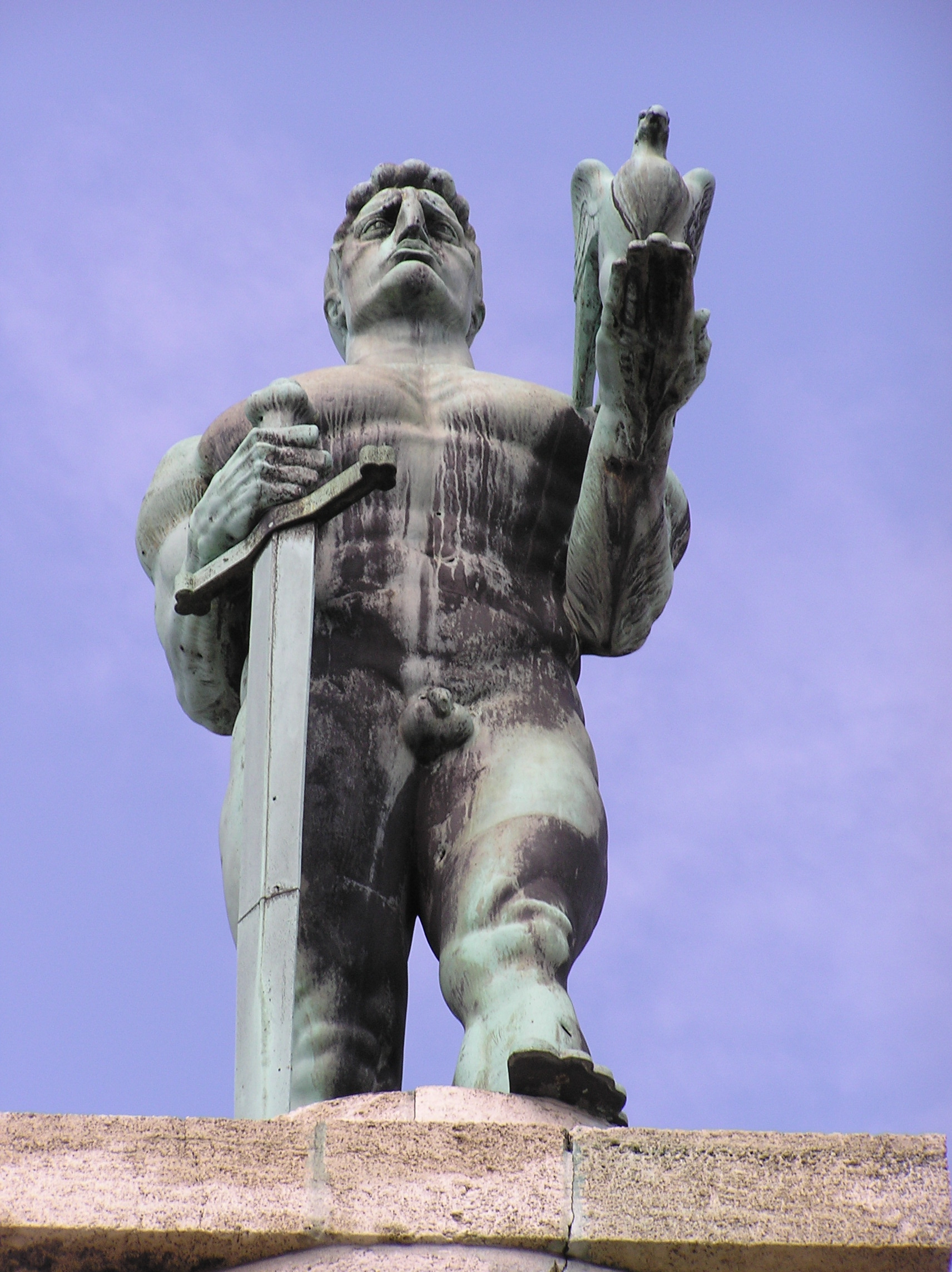
Pobjednik (Il vincitore), Belgrado
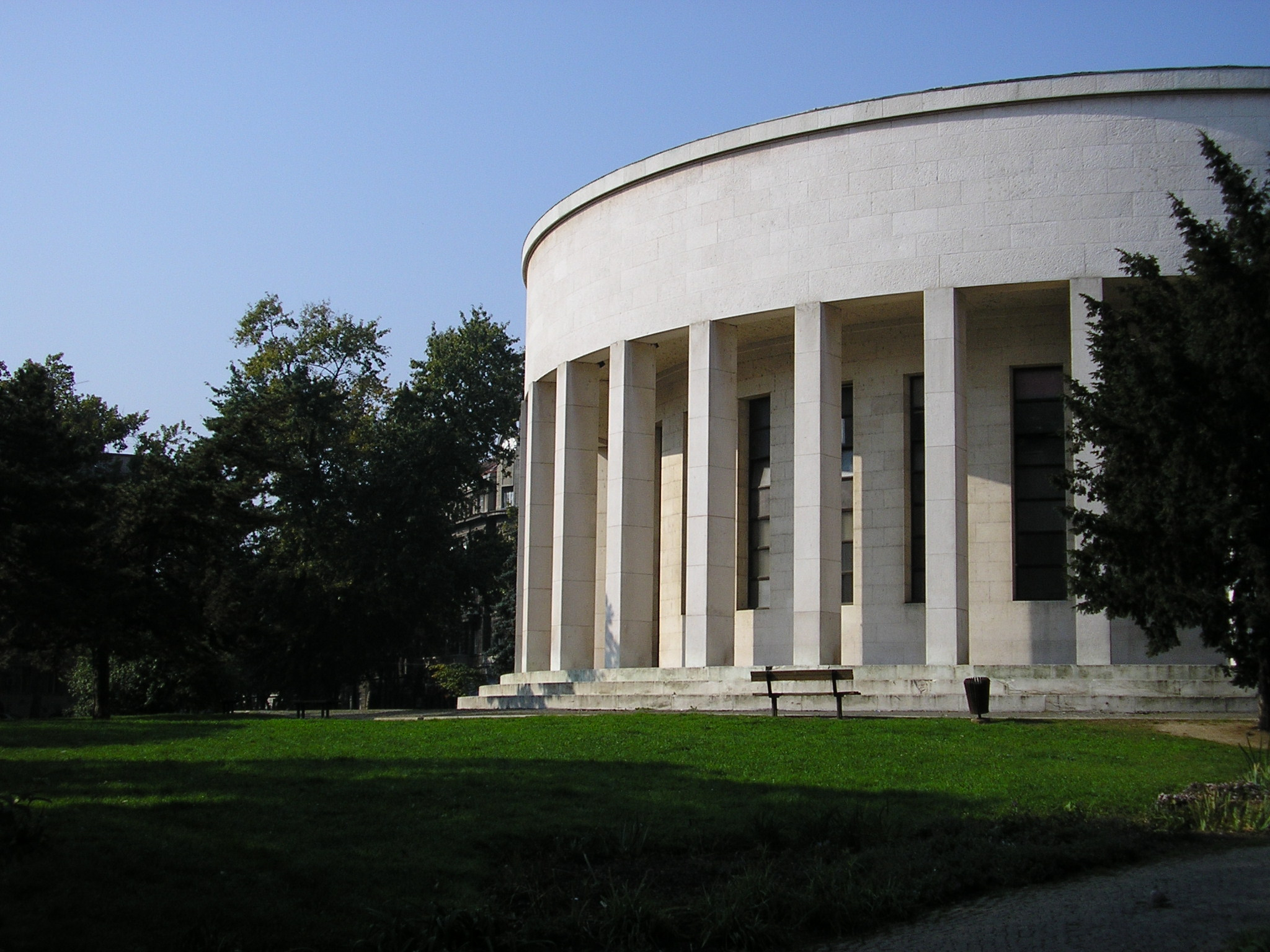
Dom likovnih umjetnika (Casa degli artisti), Zagabria
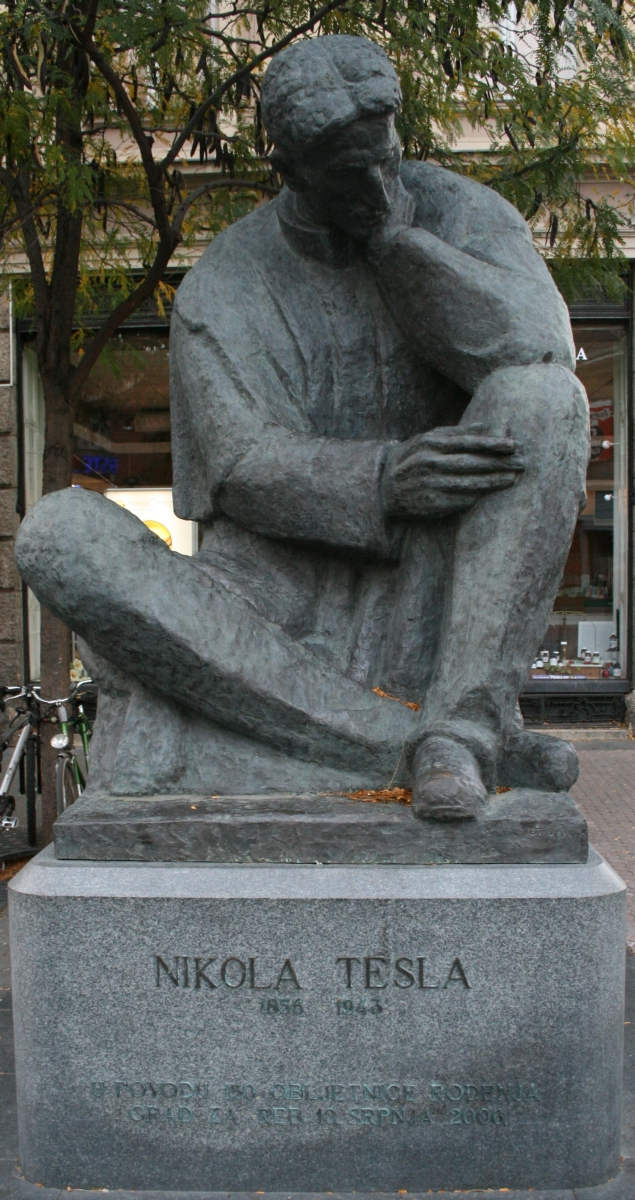
Nikola Tesla, in via Tesla a Zagabria
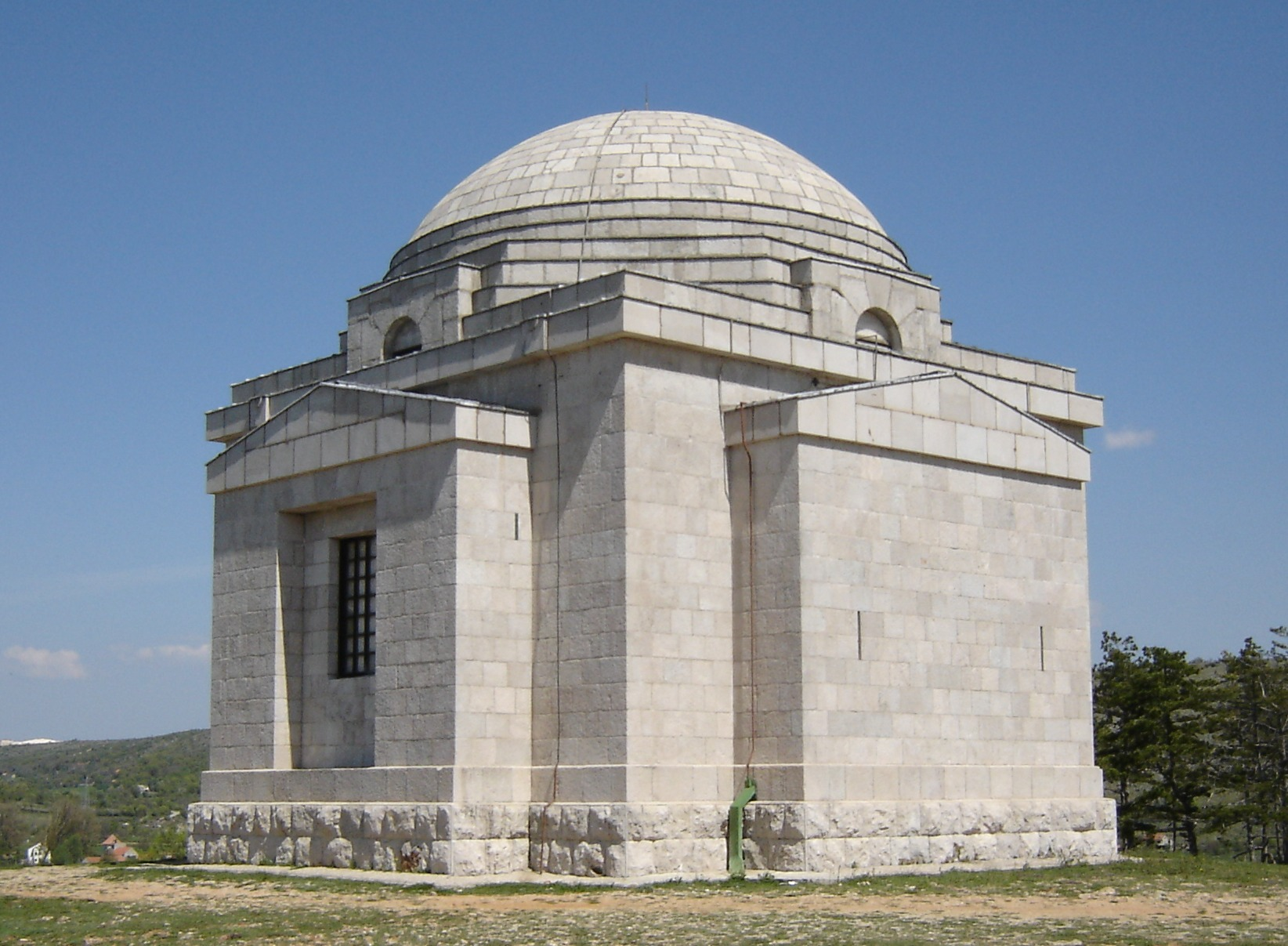
Il mausoleo di Meštrović, Otavice (Otavizze)
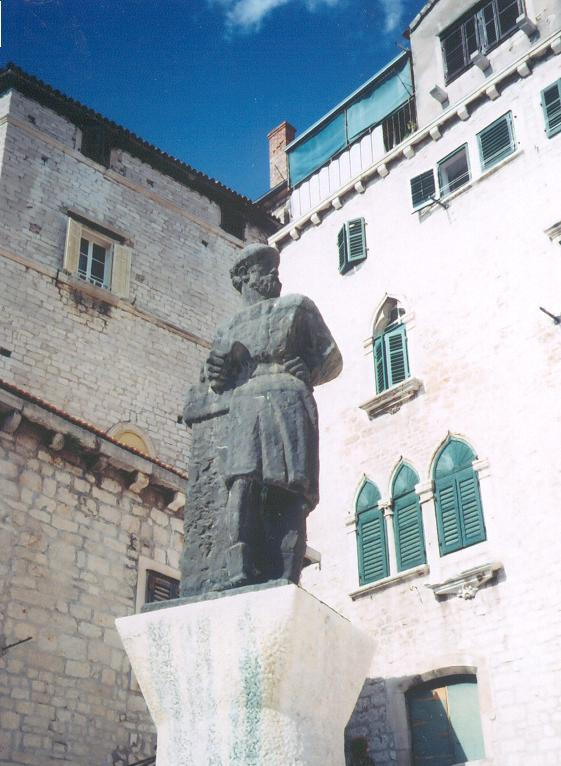
Statua di Giorgio di Matteo (Giorgio Orsini da Sebenico) a Sebenico